# بيبو فرانسيس
بيبو فرانسيس (بالإنجليزية: Bevo Francis)‏ مواليد 4 سبتمبر 1932 في أوهايو - الوفاة 3 يونيو 2015، كان لاعب كرة سلة أمريكي تم اختياره من قبل فريق غولدن ستايت ووريورز خلال الدرافت وحمل الرقم 32. بلغ طوله 6 قدم 9 بوصة (2.1 م).